# 奥利亨卡

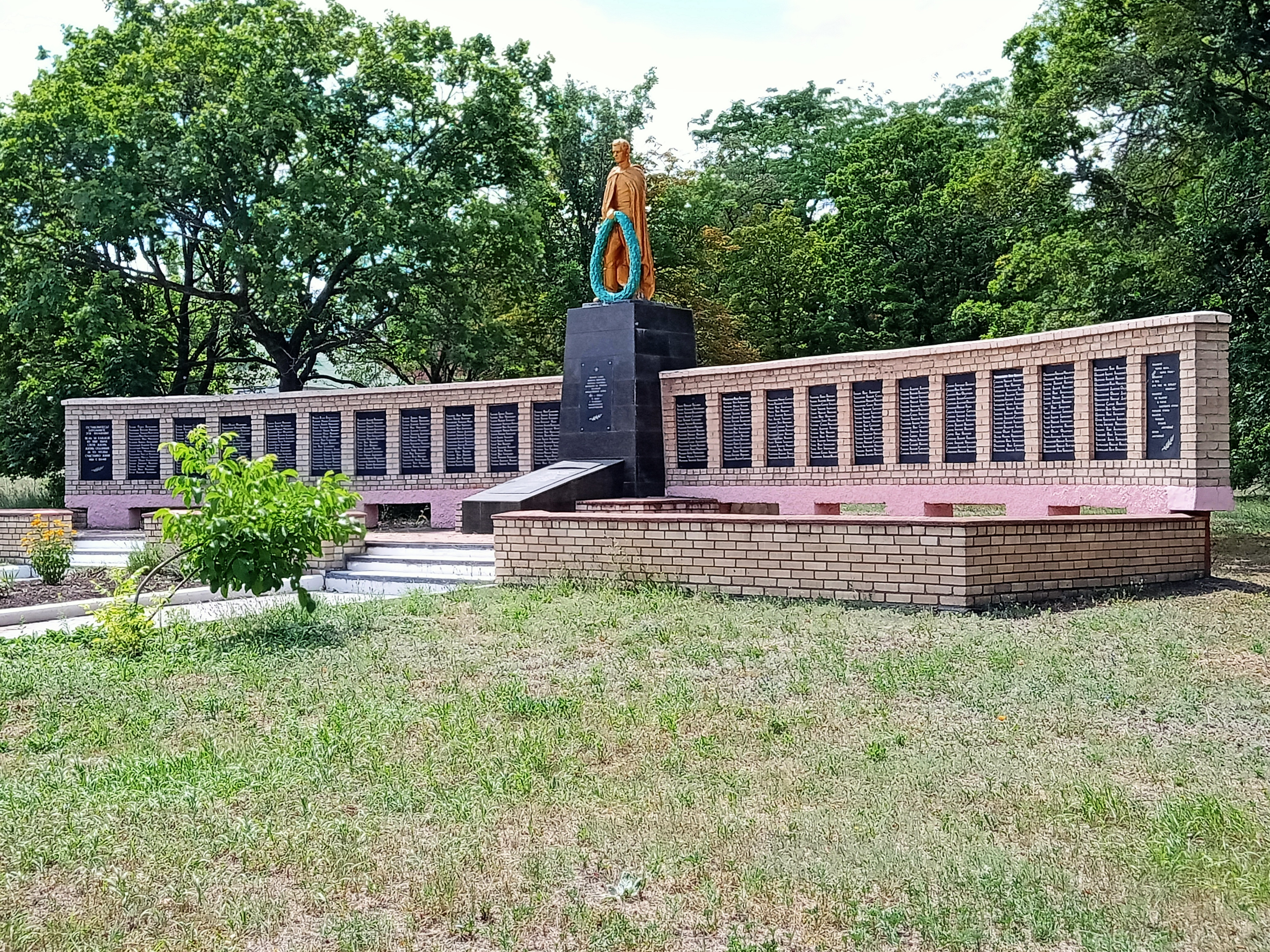
苏联战士墓及村民纪念碑

奧利亨卡（羅馬化：Olhynka）是烏克蘭東部頓涅茨克州沃爾諾瓦哈區奥利亨卡市镇内的鎮及其行政中心。處於蘇哈沃爾諾瓦哈河畔，始建於1779年，海拔高度228米，2022年人口估计为2,929。